# Timana eurycrossa
Timana eurycrossa är en fjärilsart som beskrevs av Louis Beethoven Prout 1934. Timana eurycrossa ingår i släktet Timana och familjen mätare. Inga underarter finns listade i Catalogue of Life.